# (7335) 1989 JA
A (7335) 1989 JA egy földközeli kisbolygó. Eleanor F. Helin fedezte fel 1989. május 1-én.